# Zdenko Žeravica
Zdenko Žeravica,  (Trebinje, 7. lipnja 1945. – Dubrovnik, 24. prosinca 2010.), hrvatski arheolog

## Životopis
Rođen je u Trebinju. Studirao u Beogradu. Radio je u Negotinu, Banjoj Luci i Sarajevu, a od 1996. u Arheološkom muzeju u sastavu Dubrovačkih muzeja u Dubrovniku. Vodio projekt Hrvati Crvene Hrvatske – korijeni, pokrštavanje i življenje do kraja srednjeg vijeka. Bavio se bakrenim, brončanim i željeznim dobom te srednjim vijekom u BiH i južnoj Hrvatskoj. Stradao je u automobilskoj nesreći na Badnjak 2010. godine.

## Djela
Glavna djela su mu Ranosrednjovjekovna kamena tranzena na crkvi Sv. Pavla u selu Palje Brdo u Konavlima, Arheološka iskopavanja srednjovjekovnih nekropola u Konavlima tijekom 1997–1999. godine i Arheološka baština Župe dubrovačke.

## Vanjske poveznice
- Dubrovnik.net, FOTO: Izložba posvećena tragično preminulom Zdenku Žeravici, "Stolna keramika u Dubrovniku - arheološki nalazi 14.-17.st."